# Bill Huck

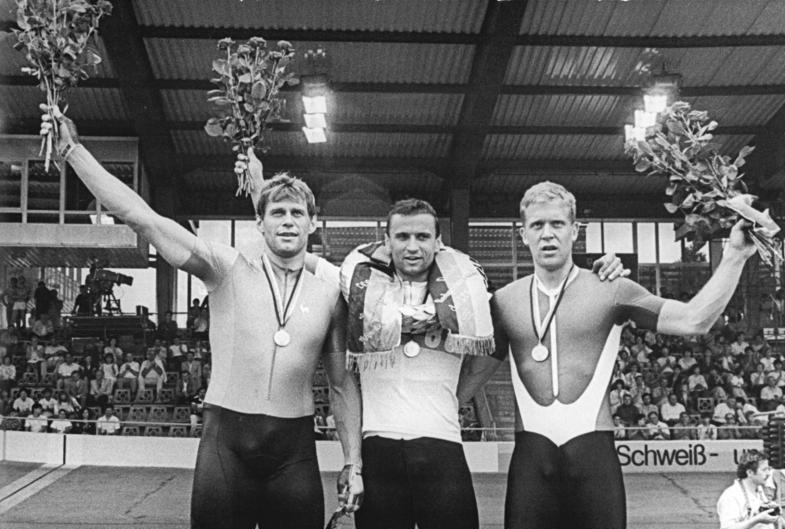
Bill Huck (à droite), sur le podium du championnat de RDA de vitesse en 1988

Bill Huck (né le 9 mars 1965 à Dresde) est un coureur cycliste et entraineur allemand. Jusqu'en 1990, il court pour la République démocratique allemande lors des compétitions internationales. Il remporte deux fois le championnat du monde de vitesse amateur, en 1989 et 1990. Il est par la suite devenu entraîneur d'équipe nationale sur piste. 

## Biographie
Bill Huck est le 9 mars 1965 à Dresde, en Allemagne de l'Est. Son prénom est dû à l'admiration de sa mère pour le chanteur de l'époque Bill Ramsey. À l'âge de 14 ans, il opte pour la vitesse en cyclisme sur piste, en intégrant le Centre Est-Allemand de Haute Performance.
Trois ans plus tard, en juillet 1982, il remporte son premier titre national en devenant à 17 ans champion d'Allemagne de l'Est dans le vitesse juniors à Leipzig. La même année, il est médaillé d'argent de la vitesse aux mondiaux juniors (17/18 ans), battu le Soviétique Nikolaï Kovch. Malheureusement, à cette époque, il fait face à une énorme concurrence dans son pays, avec notamment Lutz Heßlich ainsi que Michael Hübner, puis Eyk Pokorny et Jens Fiedler dans les dernières années de sa carrière. Du fait qu'un seul cycliste par pays est autorisé dans le tournoi de vitesse aux Jeux olympiques, il ne réussit pas à prendre la place à l'intouchable Heßlich et lors des Jeux de Los Angeles en 1984, le boycott du bloc de l'Est le prive de ce rendez-vous. 
Lors de ses débuts aux championnats du monde amateurs en 1986, il se classe quatrième. Il est ensuite vice-champion du monde en 1987 et devient double champion du monde du vitesse amateurs en 1989 et 1990. En 1991, il est devancé en finale par Jens Fiedler et doit se contenter de l'argent, pour ce qui s'agit les derniers mondiaux de vitesse amateurs, mais aussi des premiers avec l'Allemagne réunifiés.
Huck a également remporté le Grand Prix de Paris de vitesse en 1986 et 1990. De 1987 à 1989, il s'adjuge les championnats internationaux de sprint à Berlin, l'une des courses sur piste les plus populaires de la République démocratique allemande. Il gagne également les deux derniers Grands Prix d'Allemagne de l'Est de vitesse (1989 et 1990) et le Grand Prix Aeroflot en 1989.
En 1991, il est suspendu pour dopage du 20 septembre au 20 décembre par la Fédération cycliste italienne. Lors d'une tentative de record du kilomètre à Bassano del Grappa, en Italie, des traces de nortestostérone, un stéroïde anabolisant, sont retrouvées. Il est finalement acquitté par l'UCI en raison d'erreurs de procédure. Il est ensuite victime d'une arythmie cardiaque et d'une chute spectaculaire lors de la finale de keirin des mondiaux 1993. Un an plus tard, il met fin à sa carrière à l'âge de 29 ans.
Après avoir pris sa retraite comme coureur, Bill Huck travaille comme entraîneur. De 1998 à 2000, il est entraîneur de l'équipe nationale sud-africaine de cyclisme sur piste, puis rejoint la Grande-Bretagne de 2000 à 2001. En 2008, il est nommé manager de l'équipe nationale de la Barbade. En juin 2015, il encadre les sprinteurs américains au vélodrome de Colorado Springs. À partir de novembre 2016, Bill Huck travaille comme entraîneur pour le centre de performance du cyclisme sur piste espagnol à Majorque. En septembre 2017, il est pendant un an entraîneur national du sprint aux Pays-Bas. En 2019, il rejoint l'équipe allemande LKT Team Brandenburg. 

## Palmarès

### Championnats du monde
- 1982
  -  Médaillé d'argent de la vitesse juniors
- Vienne 1987
  -  Médaillé d'argent de la vitesse amateurs
- Lyon 1989
  -  Champion du monde de vitesse amateurs
- Maebashi 1990
  -  Champion du monde de vitesse amateurs
- Stuttgart 1991
  -  Médaillé d'argent de la vitesse amateurs

### Autres compétitions
- Vainqueur du Grand Prix de Paris de vitesse en 1986, 1993